# Orobanche brevidens
Orobanche brevidens är en snyltrotsväxtart som beskrevs av Ivan Vassiljevich Novopokrovsky. Orobanche brevidens ingår i släktet snyltrötter, och familjen snyltrotsväxter. Inga underarter finns listade i Catalogue of Life.